# Ståplats i Nybroviken
Ståplats i Nybroviken är ett skämtsamt namn på en metod för ett mord, oftast inom organiserad brottslighet, där offret sänks ned i vatten med fötterna fastgjutna i betong. Det kallas även betong- eller cementskor. Metoden har sagts få sitt svenska namn genom Träskmorden 1966, då ett av liken återfanns just i Nybroviken. Dock var ingen betong inblandad då. Enligt Stig Linnell ska en poliskonstapel ha sagt att han hört uttrycket redan på 1950-talet.
Uttrycket förekommer i filmen Varning för Jönssonligan (1981), där rollfiguren Biffen förbereder sig att mörda Sickan med en improviserad visa: "Det blir ståplats i Nybroviken... bland de andra vajande liken".
Uttrycket refereras till i Cornelis Vreewijks låt "Visa vid Nybroviken" där texten går: "Hör där nere vrålar alla liken, med cement kring foten ur sin grav".